# Janosch Rathmer
Janosch Rathmer (né le 24 février 1982 à Münster) est un batteur de metal allemand.

## Biographie
Il commence à jouer de la batterie à l'âge de 16 ans. En 2001, il rejoint le groupe de death metal mélodique Misery Speaks. Après un intermède dans le groupe thrash metal de Steinfurt Steel Death, il intègre Long Distance Calling, groupe post-rock, où il retrouve Florian Füntmann, ancien guitariste de Misery Speaks.
Après la dissolution de Misery Speaks en 2010, Rathmer et le guitariste Stephan Gall décident de continuer à faire de la musique ensemble. Ils créent alors Zodiac.

## Crédit de traduction
- (de) Cet article est partiellement ou en totalité issu de l’article de Wikipédia en allemand intitulé « Janosch Rathmer » (voir la liste des auteurs).